# برنامج المحتوى الرقمي
برنامج المحتوى الرقمي (بالإنجليزية: SAUDI IGNITE PROGRAM) برنامج تنفيذي يهدف للوصول بالمملكة العربية السعودية للريادة العالمية عام 2030م في قطاع المحتوى الرقمي ومنصاته، من خلال تسهيل مشاركة القطاع الخاص في السوق عبر اللوائح والتنظيمات، وإجراء حوكمة متكاملة تحفز على التوسع وتشجع الابتكار، إلى جانب تحفيز سوق المحتوى الرقمي وجذب مختلف الاستثمارات. أطلق البرنامج "36" مبادرة، تنوعت ما بين مبادرات تمويلية هدفها تمويل وإنشاء صناديق استثمارية لتنمية المحتوى المحلي لتعزيز النمو في قطاع الفيديو، الصوت، الألعاب، والإعلانات الرقمية، ومبادرات أخرى تنظيمية تهدف لإجراء تعديلاتٍ في التشريعات والتنظيمات وتسهيل أنظمة العمل، وحماية البيانات والخصوصية وحقوق الملكية لتعزيز نمو المحتوى الرقمي، إضافةً إلى مبادرات التدريب والتأهيل.

## نبذة
برنامج تنفيذي يهدف للوصول بالمملكة العربية السعودية للريادة العالمية عام 2030م في قطاع المحتوى الرقمي ومنصاته من خلال:
- التنظيم تطوير وتسهيل مشاركة القطاع الخاص في السوق عبر اللوائح والتنظيمات في قطاع المحتوى الرقمي.
- الحوكمة حوكمة متكاملة تحفز على التوسع وتشجع الابتكار.
- التطوير تحفيز سوق المحتوى الرقمي وجذب مختلف الاستثمارات.

## التاريخ
صدر قرار مجلس الوزراء السعودي رقم ١٢٥ بتاريخ ١٤٤٣/٠٢/٢١هـ بالموافقة على تنظيم مجلس المحتوى الرقمي، بهدف تطوير وتنمية المحتوى الرقمي وتنسيق الجهود وبين الجهات الحكومية لتحسين بيئة التشريعات التنظيمية للمحتوى الرقمي، كما قضى القرار المشار إليه بإعتماد البرنامج التنفيذي (IGNITE) لتنظيم المُحتوى الرقمي ومنصاته.
في ١٤٤٣/١١/٠٢هـ أعدت هيئة الإتصالات بموجب مرسوم ملكي وثيقة تنظيمية لغرض تنظيم المُنافسة في أسواق منصات المحتوى الرقمي والتي تعد إحدى صور تقنية المعلومات... ونُفذ بعد ١٨٠ يومًا من تاريخ نشره (١٤٤٣/١١/١١هـ).
في ١٤٤٤/٠١/٠١هـ أصدرت هيئة الإتصالات وتقنية المعلومات بيانًا تدعُو فيه العُموم لتقديم مرئياتهم حول تطوير تنظيمات المُنافسة لمنصات المحتوى الرقمي لتعزيز بيئة تنافسية عادلة والحد من الإحتكار بين المنصات الرقمية.
في ١٤٤٤/٠١/٢٠هـ أعلنت وزارة الإعلام عن إطلاق برنامج تدريبي للمهارات الرقمية بالشراكة مع قوقل وبرنامج مهارات من قوقل لتأهيل الشباب في القطاعات الرقمية ضمن مبادرة #محتوى_يمثلنا.
في 19 أكتوبر 2022، نظمت الهيئة فعالية #صوت_مؤثر (The Sound) بالشراكة مع المجموعة السعودية للأبحاث والإعلام كمنظم للفعالية التي تستهدف صناع البودكاست والمحتوى الرقمي الصوتي.

## مبادرات برنامج المحتوى الرقمي
يضمن برنامج المحتوى الرقمي عدة مبادرات وهي:
- برنامج تمويل قطاع الألعاب الإلكترونية
- تسريع نمو الرياضات الإلكترونية
- فرص تدريبية في المحتوى الرقمي
- تدريب في قطاع المحتوى الرقمي
- فعاليات عالمية في قطاع المحتوى الرقمي
- منصة اجتماعيه للمواهب في مجال المحتوى الرقمي
- مراكز البيانات
- حاضنات ومسرعات
- برنامج تمويل قطاع الأفلام

## الأهداف الاستراتيجية
يهدف البرنامج إلى تحقيق عدة أهداف إستراتيجية تتمثل في:
- تنشيط المحتوى الرقمي في المملكة
- تطوير إمكانات الاستثمار في المحتوى الرقمي ومنصاته
- رعاية قطاع الإعلانات الرقمية المحلي
- تحسين الوصول إلى المواهب في سوق المحتوى الرقمي ومنصاته
- تطوير البنية التحتية للمحتوى الرقمي ومنصاته في المملكة
- حوكمة القطاع وتحسينات تشريعية

## حقائق
36 مبادرة نوعية لتنمية سوق المحتوى الرقمي في المملكة العربية السعودية.

## أعضاء البرنامج
- وزارة الإتصالات وتقنية المعلومات
- وزارة الإستثمار
- وزارة الإعلام
- وزارة الثقافة
- الموارد البشرية والتنمية الإجتماعية
- هيئة الإتصالات
- سدايا
- الهيئة السعودية للملكية الفكرية
- الهيئة العامة للإعلام المرئي والمسموع
- الهيئة الملكية لمدينة الرياض
- هيئة المحتوى المحلي والمشتريات الحكومية
- هيئة الزكاة والضريبة والجمارك
- الإتحاد السعودي للرياضات الإلكترونية
- صندوق التنمية الثقافي
- مكتب إنشاء الشركات السعودية العالمية